# Grammia determinata
Grammia determinata là một loài bướm đêm thuộc phân họ Arctiinae, họ Erebidae.